# Guvernementet Jekaterinoslav
Guvernementet Jekaterinoslav var ett guvernement i södra Ryssland (Nya Ryssland), 1802–1925. Det omgavs av guvernementet Taurien,
Cherson, Poltava, Charkov samt Donska området;
i sydöst gränsade det till Azovska sjön.
Av befolkningen var 75 procent ukrainare,
de övriga ryssar, judar, tyskar, armenier,
serber, romer. 92 procent var rysk-ortodoxa,
3,3 procent judar, 2,3 procent lutheraner,
1,7 procent katoliker, 0,5 procent sekterister och 0,2 procenter mennoniter. Guvernementet tillhörde det judiska bosättningsområdet i Kejsardömet Ryssland.
Jekaterinoslav var till större delen ett vågformigt stäppland, vilket norr om det låglänta kustbältet vid Azovska sjön bildade en platå på 200, på enskilda ställen 300 m. höjd och genombruten av djupa floddalar. Huvudfloden var Dnepr, som bildar en rad våldsamma forsar (porogi) och efter upptagande av Samarafloden beskrev en stor båge genom guvernementet. Donets utgör gränsen i nordöst.
Jordmånen, som överst bestod av ett tjockt lager av den s. k. "svarta jorden",
var i allmänhet mycket fruktbar. I följd av de skiftande geologiska förhållandena var Jekaterinoslav rikt på olika mineralprodukter, såsom sandsten,
kalksten, grafit, skiffer, cinnober, koppar,
kaolin, ockra, eldfast lera, basalt, flera slags
halvädelstenar samt mäktiga lager av stenkol
och antracit (i Donetsbäckenet), av järn- och
manganmalm samt av bergsalt.
Klimatet var milt,
men torrt. Medelårstemperaturen var + 8,2°,
medelnederbörden 373 mm., vilket var mindre, än jordbruket behövde. Guvernementets viktigaste näringar var bergsbruk och järnindustri. Jekaterinoslav hade den största stenkols- och järnproduktionen bland alla ryska guvernement. Därnäst var jordbruket av betydelse (vete, lin, sockerbetor). Skog täckte endast omkring 1 000 km2. Det fanns kring 1910 över 2 miljoner får jämte 650 000 nötkreatur,
300 000 hästar och 180 000 svin.
Industrin sysselsatte 3 500 verk med 33 000 arbetare och ett årligt tillverkningsvärde av 40–50
miljoner rubel; mest järnindustri, därnäst kvarn-, tobaks- och lerindustrierna. Stark avsättning av kreatur ägde rum till de norra guvernementen. Viktiga hamnar för utförseln
(spannmål, boskap, hudar, läder, ull, talg och kaviar) var Taganrog, Mariupol och Berdjansk. I Jekaterinoslav fanns 134 tyska kolonier (den äldsta från 1788) med 64 354 invånare (1897).
Guvernementet delas i
8 kretsar (ujezd): Jekaterinoslav, Verchnodneprovsk, Bachmut, Novomoskovsk, Alexandrovsk, Pavlograd, Slavjanoserbsk och Rostov-na-Donu.